# الانتقال الأفقي للجينات في التطور
يواجه العلماء الذين يحاولون إعادة تأسيس وبناء التاريخ التطوري للكائنات الحية حقيقة أن الجينات قد تنتقل أحيانًا أفقيًا بين الأفرع البعيدة لشجرة الحياة، ويحدث هذا الانتقال عن طريق «الانتقال الأفقي للجينات»، مما يشوش المعلومات التي يعتمد عليها العلماء في إعادة بناء شجرة الحياة ومعرفة أصول الكائنات الحية، ولكن على الرغم من ذلك فإن الانتقال الأفقي للجينات قد يساعد العلماء في إعادة بناء وتأريخ شجرة الحياة. في الواقع يُمكن استخدامه كعلامة مميزة لتتبع التاريخ التطوري للكائنات الحية بشجرة الحياة، وبالتالي يساهم في إثبات ومعرفة الكائن الحي الذي منح هذا الجين لكائن حي آخر كمستقبل له، ومعرفة أنواع الكائنات الحية التي تعرضت للانقراض.
الانتقال الأفقي للجينات ظاهرة تطورية لا تحدث بشكل متكرر على مستوى أفراد الكائنات الحية، ولكنها تحدث على نطاق أعظم وأشمل من مستوى الفرد على مدار التاريخ التطوري بشكل منتظم، وبالتالي يتخلى العلماء عن استخدام جينات الأفراد كعلامة مميزة يمكن تتبعها على مدار التاريخ التطوري، مما يعرض مصدرًا كبيرًا جدًا للمعلومات كجينات الأفراد لعدم الاستخدام والاستفادة القصوى منها.

## ثلاثة نطاقات رئيسية للحياة
هناك ثلاثة أنواع رئيسية مبكرة لشجرة الحياة دُرست بواسطة علماء الميكروبيولوجيا لأن الكائنات الحية الأولى كانت كائنات دقيقة، ولأول مرة بقيادة كارل ويس قدم علماء البيولوجيا مُصطلح (نطاق) للثلاثة فروع الرئيسية لشجرة الحياة، وهو مصطلح مشابه في معناه خلال دراسة شجرة الحياة لمعنى (مملكة) في علم الأحياء. ولإعادة بناء شجرة الحياة، فإن التتابع الجيني المشفر المسؤول عن تكوين الوحدة تحت الوحدة الصغيرة للرنا الريبوزومي الصغيرة (SSU rRNA, 16s rRNA) أثبت فعاليته في إعادة بناء شجرة الحياة، وتعتمد الشجرة على معلومات من ذلك التتابع الجيني.
تمثل النطاقات الثلاث للحياة الأصول التطورية للحياة الخلوية الأولى، وتتضمن تلك النطاقات حاليًا البكتيريا، والعتائق (كائنات حية وحيدة الخلية، تشبه مظهريًا البكتيريا)، وحقيقيات النواة. وتتضمن حقيقيات النواة الكائنات الحية التي تحتوي على أنوية داخل خلاياها مثل الفطريات، والطلائعيات، وكل الكائنات الحية في مملكتي الحيوان والنبات. يعتبر الجين المسؤول عن تكوين الوحدة الريبوزومية الريبسومية الصغيرة هو أكثر الجينات استخدامًا في تأسيس شجرة الحياة ومعرفة العلاقات التطورية بين الكائنات الحية الدقيقة؛ حيث إن ذلك التتابع الجيني متشابه لحد كبير بين الكائنات الحية القريبة من بعضها على شجرة الحياة، وظهور أي اختلافات في ذلك الجين يسهل معرفتها ورصدها.
أول من قدم التتابع الجيني (SSU rRNA) كمقياس للتغيرات التطورية بين الكائنات الحية هو كارل ويس، وذلك عند قيامه بأول محاولة لتكوين أول شجرة حياة حديثة، وكنتيجة لمحاولته تلك اعتُبرت العتائق من نطاق ثالث للكائنات الحية الأولى، وذلك على الرغم من الاعتقاد حديثًا بأن جين (SSU rRNA) يمكن انتقاله أفقيًا بين الكائنات الحية، ويفرض هذا الاعتقاد وجوب التمحيص في صلاحية ومصداقية شجرة الحياة التي تعتمد في إنشاءها على هذا التتابع الجيني.
دفعت الاكتشافات الحديثة المنتشرة عن وجود الانتقال الأفقي الجيني بين الكائنات الحية الدقيقة، وحتى وجوده من خلال الوحدة تحت الوحدة الصغيرة للرنا الريبوزومي الصغرى العلماء إلى التساؤل عن مدى دقة الفروع الأولى لشجرة الحياة، ومدى صلاحية المعلومات التي تحتويها عن كيفية حدوث التطور. في الحقيقة فإن حدوث التطور في مراحله الأولى بدأ من مجتمع الطلائعيات التي كانت قادرة على تبادل الجزيئات الكبيرة من ذلك التتابع الجين عن طريق الانتقال الأفقي مُتخطية الحواجز الداروينية وآلية انتقال الجينات رأسيًا.
تشير مقارنة التتابع الجيني المشفر الخاص بالوحدة تحت الوحدة الصغيرة للرنا الريبوزومي الصغرى بوجود انتقال أفقي لبعض الجينات بين أنواع مختلفة من الكائنات الحية مُتخطية الحواجز على مستوى النطاقات خلال شجرة الحياة، وبالتالي فإن تحديد التاريخ العرقي للكائنات الحياة لا يمكن القيام به بالاعتماد حصرًا على جين واحد. وبالتالي فإن الانتقال الأفقي للجينات عبارة عن عامل متغير في الاعتماد عليه لإنشاء شجرة الحياة من خلال حصرها على تتابع جيني واحد، فعلى سبيل المثال إذا تبادل نوعان متباعدان من البكتيريا جينًا ما (جين اعتُمد عليه في إنشاء شجرة الحياة)، فإن شجرة الحياة ستظهرهما متقاربان بالرغم من وجود تباعد جيني بينهما كبير؛ ولذلك السبب فمن الضروري استخدام معلومات أخرى لتأسيس شجرة الحياة مثل وجود أحد الجينات أو اختفاءها، أو دراسة عدد كبير من الجينات بين الكائنات الحية، دون الاقتصار على جين واحد.

## استعارة الشكل (شجرة، شبكة، حلقة)
يناقش (فورد دوليتل) في مقالته (اقتلاع شجرة الحياة) السلف المشترك للكائنات الحية (أصل شجرة الحياة) والمشاكل التي تتعلق بهذا المفهوم من خلال الانتقال الأفقي للجينات، فيصف الكائن الحي الدقيق (Archaeoglobus fulgidus) بالشذوذ مقارنة بشجرة الحياة وذلك إذا ما دُرس من خلال الكود المسؤول عن تكوين إنزيم (HMGCoA reductase). فعند دراسة الدهون الخلوية وتركيبها، بالإضافة لعمليات النسخ في ذلك الكائن، فسوف ينتمي إلى نطاق العتائقيات، ولكن عند دراسته من خلال الكود المسؤول عن تكوين إنزيم (HMGCoA reductase) فسوف ينتمي لنطاق البكتيريا. فمن خلال ذلك المقال يوضح (دوليتل) أنه بينما تُقبل أصول الميتوكندريا الموجودة في حقيقيات النواة حاليًا من خلال الخلايا البكتيرية الأولى، فإن البلاستيدات الخضراء تعود بأصولها أيضًا إلى البكتيريا الخضراء المزرقة.
«لم يعد من الصواب افتراض أن الانتقال الأفقي للجينات حدث بعد ظهور حقيقيات النواة، فتوصلنا حديثًا لوجود بعض حقيقيات النواة التي تحظر استخدام ذلك النوع من الانتقال الجيني، مثل بعض الخلايا الجرثومية المنفصلة والمحمية. إذا لم يكن هناك أي انتقال أفقي للجينات، فكل أشجار الحياة التي تعتمد في تأسيسها على جين واحد سيكون لها نفس الهيكل والأسلاف عند كل نقطة تفرع للشجرة، وسيحتوي السلف المشترك القديم لتلك الأشجار على نفس الجينات القديمة (وهو خلية واحدة قديمة). ولكن النقل المتعدد للجينات فسوف تختلف الجينات داخل شجرة الحياة (بالرغم من وجود بعض التفرعات لها نفس الجينات والهيكل)، ولن تكون هناك خلية قديمة واحدة كسلف مشترك كالحالة الأولى».
يعتقد (دوليتل) بأن السلف المشترك الأول لم يكن كائنًا وحيدًا ولكنه عبارة عن مجموعة خلايا حية متنوعة تطورت معًا، فهذه الخلايا الأولى ذات الجينات المحدودة، اختلفت بعد ذلك في نواحي عدة وتبادلت جيناتها بحرية، ومن تلك الخلايا المُحددة نشأت الثلاث نطاقات المعروفة اليوم وهي البكتيريا والعتائق وحقيقيات النواة. تلك النطاقات أصبحت اليوم متمايزة عن بعضها البعض؛ حيث انتقلت العديد من الجينات بين كائنات النطاق الواحد ولم تنتقل من نطاق إلى أخر. دعم عالم الأحياء التطورية بيتر جورجاتن تلك الادعاءات، وافترض أن المعلومات القادمة من الأبحاث الجينومية الأخيرة لا تتناسب مع شكل شجرة الحياة الحالية. اقترح بدلًا من ذلك أن «يُستخدم هيكل مناسب لشجرة الحياة لوصف الارتباطات التاريخية بين جينات الأفراد، وذلك عن طريق شبكة متداخلة توضح التبادلات الجينية العديدة، وتأثير الانتقال الأفقي للجينات بين الكائنات الدقيقة.»

## استخدام الانتقال الأفقي للجينات في دراسات البيولوجيا التطورية
بالرغم من أن الانتقال الأفقي للجينات بين الكائنات الحية يُعتبر عائقًا لإعادة بناء شجرة الحياة، إلا أن هناك وجهة نظر مغايرة ومختلفة؛ حيث يعتقد داعميها أن الانتقال الأفقي للجينات وفر العديد من المعلومات القيمة المفيدة التي ساهمت في إعادة بناء شجرة الحياة.
أولًا فالكائن الذي يستقبل الجينات عن طريق الانتقال الأفقي للجينات يُعامل معاملة الكائن ذو الطفرة الجينية بحمضه النووي، وبالتالي يساهم بشكل ما في فهم أصل الكائنات الحية وإعادة بناء شجرة الحياة.
ثانيًا من الضروري على الكائن الحي الذي يستقبل الجينات عن طريق الانتقال الأفقي للجينات، أن يقوم بدوره كمانح للجينات بنفس الطريقة سواء خلال فترة استقباله لتلك الجينات أو بعدها. بناءً على ذلك تُستخدم تلك المعلومات لمعرفة تاريخ حدوث ذلك الانتقال بالإضافة لنشوء أنواع جديدة من الكائنات الحية. كل ذلك ضروري لمعرفة تاريخ الحياة على سطح الأرض، وذلك مع غياب السجل الأحفوري للكائنات الحية وعدم اكتماله، خصوصًا أن فرص حدوث الانتقال الأفقي للجينات متوفر بكثرة خلال الكائنات الدقيقة.
ثالثًا يوفر معلومات حول الانقراضات التي تعرضت لها الكائنات الحية، لأنه من الوارد أن تنتقل الجينات من بعض الكائنات الحية قبل أن تنقرض.